# Avinash Sachdev
Avinash Sachdev (n. 22 august 1986, Baroda, India) este un actor de origine indiană. Încă de adolescent pleacă spre Mumbai, unde își începe cariera ca model. Ulterior primește primul său rol într-un serial de televiziune, ca personaj negativ în "Khwaihsh", al lui Balaji. A fost, de asemenea, finalizat pentru rolul lui Alekh din "Bidaai". Mai târziu i se ofera un dublu rol în "Kis Desh Mein Hai Meraa Dil", dar actorul încheie recent colaborarea sa cu același Balaji la acest proiect, pentru a avea mai mult timp pentru filmările de la "Choti Bahu", unde joacă primul său rol principal. Cu rolul lui Dev Purohit, personajul principal masculin al serialului de televiziune, Sachdev a câștigat, de altfel, simpatia multor fani.

## Dev Purohit
Dev este un tânăr cu multe responsabilități familiale și sociale, îndrăgostit nebunește de Radhika, fată cu principii, din cauza cărora el suferă enorm.
Choti Bahu (în traducere, "nora cea mai mică") este ecranizarea unei povesti pline de dramatism, în care secrete principiale țes o plasă complicată pe fundația oferită de societatea indiană, în care fiecare personaj este țintuit de datoria de a menține cu orice preț onoarea familiei, în general, și fericirea personală, în special.

## Premii
Apreciat de fani pentru prestațiile sale, Avinash Sachdev primește și răsplata muncii sale, sub forma unor premii:
- New Talent Awards,pentru "Best Actor";
- Telly Awards, pentru "Fresh new face of the year", în 2009;
- Zee Rishtey Award, în 2010.

## Avinash Sachdev despre Avinash Sachdev
Despre sine, Sachdev spune că și-a îndreptat pașii pe calea industriei filmului după încheierea studiilor, cu toate că părinții, încă de când era copil, visau că va ajunge ofițer I.A.S.

## Trivia
Avinash nu are fani numai în India. Drept dovadă, un fan de-al lui din Londra i-a trimis, la aniversările zilei sale de naștere, o jachetă.
Avinash Sachdev este vorbitor de hindi și engleză, brand-urile lui favorite sunt "Lee" și "Wrengler", iar în materie de parfumuri preferă seria "Davidoff Blue Waters". Cât despre alte preferințe, adoră să călătorească cu trenul.

## Avinash Sachdev despre Dev Purohit
Actorul a mărturisit că Dev Purohit are aceeași personalitate ca și el, fiindu-i foarte ușor să-l interpreteze. Consideră că sunt "one and the same". Asemănările merg până acolo, încât se evidențiază aceeași relație cu bunica sa, ca și în film. Avinash a mai mărturisit că în viața reală i se mai spunea și Dev.

## Altele
- Rubina Dilaik
- Deepika Singh
- Salman Khan
- Anas Rashid